# Los Gigantes
Los Gigantes nadmorskie miasteczko, którego nazwa wzięła się od Acantilados de los Gigantes (klify olbrzymów), ogromnych klifów, które osiągają wysokość od 300 do 600 metrów. Los Gigantes znajduje się na zachodzie Teneryfy (Wyspy Kanaryjskie, Hiszpania), w gminie Santiago del Teide, ok. 11 km od miasta Santiago del Teide.
Los Gigantes położone jest w miejscu spływania lawy z jednej z ostatnich erupcji, która wpływając do morza, osłoniła klify od osuwania się do oceanu.
Niespotykane, zapierające dech w piersiach widoki oraz łagodny, umiarkowany klimat umożliwiło szybki rozwój turystyki. W miasteczku znajduje się urokliwy port, z którego można wybrać się na morskie wyprawy w celu podziwiania z bliska klifów, a także obserwacji delfinów i wielorybów żyjących w okolicznych wodach. Kurort posiada również małą plażę Los Guios o czarnym piasku a nadmorska promenada łączy Los Gigantes z miasteczkiem Puerto Santiago, z plażami La Arena i Playa de Santiago. W miejscowości znajduje się całe zaplecze turystyczne z hotelami, sklepami i barami oraz restauracjami oferującymi specjały kuchni kanaryjskiej i hiszpańskiej.